# César de Bus
Pour les articles homonymes, voir Bus.
César de Bus (Cavaillon, 3 février 1544 - Avignon, 15 avril 1607) est un prêtre catholique français, fondateur de la Société des Prêtres de la doctrine chrétienne et de la Société des Filles de la Doctrine chrétienne. Vénéré comme bienheureux par l'Église catholique, il a été proclamé saint le 15 mai 2022 à Rome. Il est fêté le 15 avril.

## Biographie

### Officier et conversion
Né de l'union de Jean-Baptiste de Bus, consul de la ville, et d'Anne de la Marche, il est issu d'une famille de la noblesse romaine. Il compte parmi ses ancêtres sainte Françoise Romaine. César de Bus est confié d'abord à un précepteur, puis poursuit ses humanités à Cavaillon et chez les pères jésuites à Avignon,. Le jeune César aime la prière, participe aux offices quotidiens et se fait remarquer pour sa vie morale. Il est accepté malgré son jeune âge dans la Confrérie des Pénitents noirs, dont il deviendra le président,,.
De 1561 à la paix de La Rochelle, en 1563, il s'engage dans l'armée royale, afin de défendre la religion catholique. Il conçoit cette guerre comme une croisade. Déçu par les déboires des soldats catholiques, il tâche de donner l'exemple par sa conduite. En 1565, son frère Alexandre, chef de la garde du roi de France Charles IX, l'invite à la cour et lui donne une place de premier plan. Les richesses, les honneurs et la facilité le détournent progressivement de sa piété. Toutefois, on lui promet régulièrement des responsabilités, qu'il ne reçoit jamais. Déçu par la cour, il la quitte en 1570, et s'installe à Avignon, où il mène une vie toujours plus débauchée,,,.
En 1573, son père et son frère meurent à quelques mois d'intervalle. Ces événements le troublent profondément, et il revient s'installer à Cavaillon. Il rencontre Antoinette Reveillarde, avec qui il s'entretient régulièrement au sujet de la foi. Un soir de 1574, elle le chasse de chez elle en lui lançant : « On ne se moque pas de Dieu. Il vous appelle et vous ne l’écoutez pas. Il ne cesse de vous chercher et vous ne cessez de fuir ». Sorti, César de Bus serait alors tombé inconscient sur le chemin et, à son réveil, aurait soudainement décidé de vivre pour Dieu,,.
Antoinette l'oriente vers Louis Guyot, sacristain de la cathédrale. César entame sous sa direction un retour à une vie chrétienne. En 1575, il fait sa confession générale, abandonne ses biens et va servir les miséreux, moqué par les gentilshommes qui le connaissaient. Après s'être retiré dans la solitude et la pénitence, il entame en 1578 ses études en vue du sacerdoce,,,.

### Missionnaire et fondateur
César de Bus est ordonné prêtre en 1582, et devient chanoine de la cathédrale Saint-Véran,. C'est alors que commence sa mission de catéchiste auprès des pauvres, et il passe beaucoup de temps au confessionnal. La lecture de la vie de saint Charles Borromée, décédé peu de temps avant (1584), le marque et il le prend désormais comme modèle. Son évêque lui demande de travailler à la réforme du clergé. Toutefois, en 1587, il quitte son ministère pour vivre en ermite dans une cabane sur les hauteurs de Saint-Jacques de Cavaillon. Il vit dans le dénuement le plus total et la pénitence jusqu'en 1590.
Frappé par l'ignorance religieuse dans les campagnes, il décide de fonder une société de prêtres qui catéchiseraient ces populations. César de Bus obtient de son évêque la permission de prêcher dans les villages les plus reculés. Son cousin Jean-Baptiste Romillon, prêtre lui aussi, l'accompagne dans ses tournées. Ils poussent leurs missions jusqu'aux Cévennes et se font plusieurs disciples,,.
Le 29 septembre 1592, César de Bus et ses cinq compagnons fondent à L'Isle-sur-la-Sorgue la Société des Prêtres de la doctrine chrétienne, dont le rayonnement s'étend très rapidement dans toute la région. Sous son impulsion, les missions populaires se multiplient dans les campagnes, pour ranimer la foi chrétienne de la population. César de Bus écrit des petits catéchismes accessibles au peuple. Il participe grandement au renouveau catholique dans le sud de la France, dans la dynamique du concile de Trente. Sa société de prêtres, dont il est le Supérieur général, est approuvée par le pape Clément VIII en 1597,,.
Pour la formation et l'instruction chrétienne des jeunes femmes des campagnes, César de Bus avait aussi fondé la Société des Filles de la doctrine chrétienne.
En 1594, César de Bus devient aveugle. Il renonce à sa charge de supérieur et continue de confesser et de prêcher malgré la détérioration de sa santé. Il meurt le 15 avril 1607, jour de Pâques, à la date qu'il avait prédite,.

### Sépulture

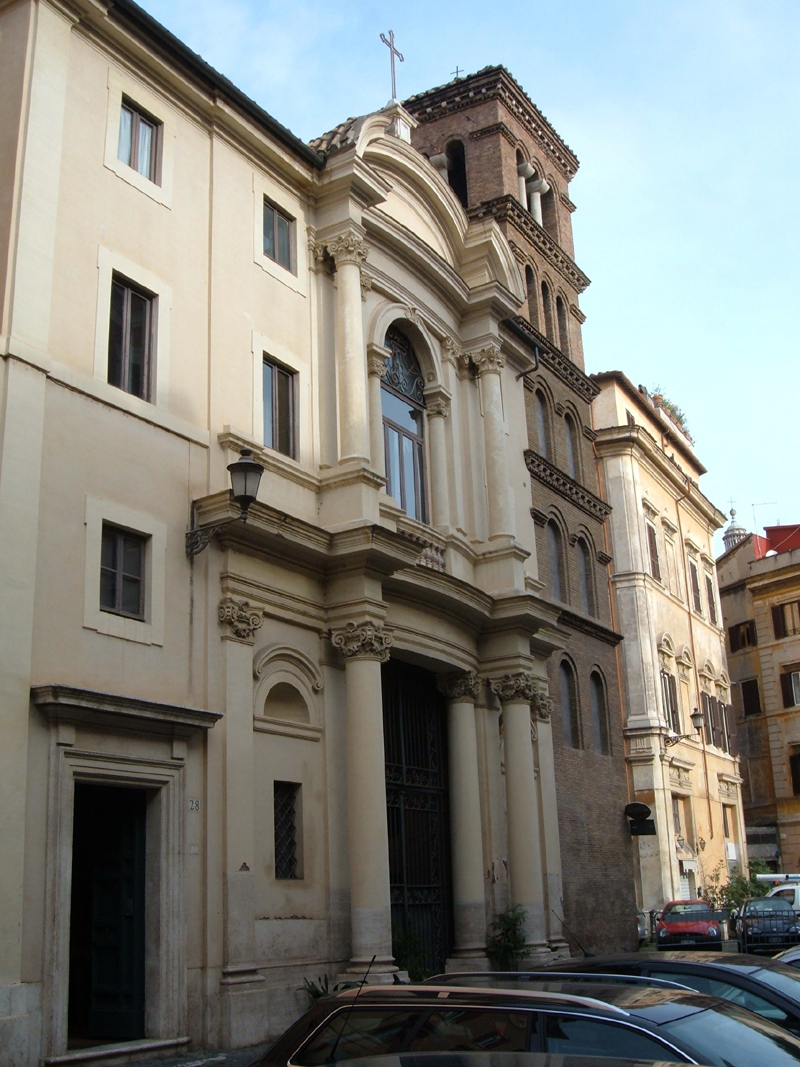
L'église Santa Maria in Monticelli

D'abord enseveli en Avignon, son corps fut déplacé en 1836 à Rome, déposé en 1924 dans un tombeau à gauche du chœur de l'église Santa Maria in Monticelli,, puis définitivement placé dans une châsse de bronze, sous un autel de la même église en 2022 à l'occasion de sa canonisation.

## Vénération

### Béatification

#### Enquête sur les vertus
La cause de béatification de César de Bus débute le 18 janvier 1686. Après avoir été soumise au Saint-Office, l'enquête canonique démontrant la sainteté de sa vie prend fin le 8 décembre 1821, lorsque le pape Pie VII le déclare vénérable.

#### Reconnaissance d'un miracle
En 1911, un paysan italien souffrant de problèmes cardiaux-respiratoires est hospitalisé. On lui diagnostique une tumeur incurable. Ses proches invoquent l'intercession de César de Bus, et le 5 avril 1911, la tumeur a totalement disparu.
L'enquête médicale ne peut apporter d'explications scientifiques pour justifier cette guérison soudaine et totale. Le 4 octobre 1974, le pape Paul VI reconnaît authentique le miracle attribué à César de Bus, et signe le décret de sa béatification.
César de Bus est solennellement béatifié le 27 avril 1975, par le pape Paul VI dans la basilique Saint-Pierre.

### Canonisation

#### Second miracle
En 2016, un jeune homme de Salerne est hospitalisé pour une hémorragie cérébrale. Les séquelles s'annoncent importantes. Les Pères de la Doctrine Chrétienne le confient à l'intercession de César de Bus. Quelques jours plus tard, le patient est soudainement et totalement guéri, sans séquelles.
Le 26 mai 2020, le pape François reconnaît comme authentique un miracle attribué à l'intercession de César de Bus, et signe le décret de sa canonisation. Il est proclamé saint le 15 mai 2022 à Rome par le pape François,,.

### Culte
Saint César de Bus est fêté le 15 avril d’après le Martyrologe romain.